# Poble Sec (metrostation)
Poble Sec is een metrostation aan Lijn 3 (groene lijn) van de metro van Barcelona in de wijk Poble Sec, in het district Sants-Montjuïc. 
Het station ligt onder de Avinguda del Paral·lel tussen Carrer de Manso en Carrer del Parlament, en bestaat uit twee zijperrons van 94 meter lang. De beide richtingen worden gescheiden door een muur. Er zijn in de toekomst plannen hier ook een halte aan lijn 2 te maken als die lijn eventueel door wordt getrokken tot het vliegveld van Barcelona. Deze plannen staan anno 2013 evenwel in de koelkast wegens geldgebrek.
De opening van station Poble Sec was in 1975 met toen als naam Parlamento, tegelijk met de andere stations van het gedeelte Paral·lel-Sants Estació, toen als lijn "IIIB". De huidige naam dateert uit 1982, toen het metronetwerk werd herzien en de lijnen III en IIIB samen werden gevoegd tot de huidige lijn 3.